# Pčelinji algoritam
U informatici i operacionim istraživanjima, pčelinji algoritam (eng. Bees algorithm) je algoritam pretrage na osnovu populacije koji je razvijen 2005. godine. Algoritam imitira ponašanje kolonija pčela prilikom potrage za hranom. U svojoj osnovnoj verziji izvršava pretraživanje susedstva u kombinaciji sa globalnim pretraživanjem, i može se koristiti i za kombinatornu i za kontinuiranu optimizaciju. Jedini uslov za upotrebu pčelinjeg algoritma je da su neke mere topološke udaljenosti između rešenja definisane. Efikasnost ovog algoritma se pokazala u mnogim istraživanjima.

## Strategija pčela u potrazi za hranom
Kolonija pčela se može raširiti u nekoliko pravaca istovremeno sa ciljem prikupljanja nektara ili polena i na taj način pokriti veliko prostranstvo (preko 14 km). Mali deo kolonije konstantno pretražuje oruženje tražeći nove izvore nektara. Ove pčele izviđači se kreću nasumično u okolini košnice, procenjujući vrednost resursa na koje naiđu. Kada se vrate u košnicu, skladište pokupljenu hranu. Pčele koje su pronašle vredne izvore nektara, odlaze u deo košnice koji se naziva "podijum za igru" i tu izvode ritual plešući. Pomoću ovog plesa, pčele komuniciraju sa ostalim pčelama koje nisu bile u ekspediciji, objašnjavajući im na taj način gde se željeni ivor hrane nalazi. Pošto je vreme trajanja plesa proporcionalno oceni resursa pčele izviđača, još dodatnih sakupljača se organizuje da ide u potragu za hranom. Nakon plesa, pčela se vraća cvetu kako bi sakupila još hrane. Dokle god se smatraju vrednim, izvori hrane će biti "reklamirani" od strane pčela sakupljača kroz ples u košnici. Novi regruti mogu takođe učestvovati u plesu i na taj način pozivati što više novih pčela da se priključe sakupljanju. Zahvaljujući ovom procesu, kolonija je u stanju da se fokusira samo na najvrednije izvore hrane.

## Algoritam
Pčelinji algoritam imitira strategiju pčela u traženju najboljeg rešenja za optimizaciju problema. Svaki kandidat za rešenje se smatra izvorom hrane (cvetom), a populacija (kolonija) {\displaystyle n} pčela se koristi za pretragu. Svaki put kada pčela poseti cvet, ona procenjuje njegovu vrednost. Algoritam se sastoji od inicijalizacije i glavnog ciklusa pretrage kroz koji se prolazi {\displaystyle T} puta, ili dok se ne pronađe odgovarajuće rešenje. Svaki ciklus pretrage se sastoji iz pet koraka: regrutovanje, lokalna pretraga, sužavanje komšiluka pretrage, napuštanje teritorije i globalna pretraga.
```
Pseudo kod osnovnog pčelinjeg algoritma

   1 for i=1,…,ns				
       i  scout[i]=Initialise_scout()
       ii flower_patch[i]=Initialise_flower_patch(scout[i])
   2 do until stopping_condition=TRUE		
       i   Recruitment() 	
       ii  for i =1,…,nb
             1 flower_patch[i]=Local_search(flower_patch[i])
             2 flower_patch[i]=Site_abandonment(flower_patch[i])
             3 flower_patch[i]=Neighbourhood_shrinking(flower_patch[i])		
       iii for i= 1,…,nb,…,ns
             1 flower_patch[i]=Global_search(flower_patch[i])}
```

Prilikom inicijalizacije, {\displaystyle ns} pčela izviđača se nasumice postavlja u području pretrage, procenjujući vrednost rešenja (polje cveća) kod kojeg su se zatekle. Za svako rešenje, polje cveća (u algoritmu flower_patch) se označava. Tokom procesa regrutovanja, izviđači koji su posetili {\displaystyle nb\leq ns} najboljih rešenja izvode ritual plesa. Naime, regrutuju dodatne pčele sakupljače da istražuju komšiluk rešenja koja najviše obećavaju. Svaki od izviđača koji su locirali najbolja {\displaystyle ne\leq nb} rešenja regrutuju {\displaystyle nre} pčela sakupljača, dok svaki od preostaliih {\displaystyle nb-ne} izviđača regrutuje {\displaystyle nrb\leq nre} sakupljača. Na taj način broj sakupljača zavisi od vrednosti pronađenog izvora hrane. U toku lokalne pretrage, regrutovani sakupljači su nasumice raštrkani po cveću u okolini rešenja (trenutno najboljih) posećenih od strane izviđača (lokalna eksploatacija). Ako bilo koja od pčela sakupljača u cveću naiđe na rešenje veće vrednosti od onog koje je pronašla pčela istraživač, ta pčela postaje novi istraživač. U koliko nijedan sakupljač ne pronađe rešenje veće vrednosti od tekućeg, veličina polja cveća se sužava (procedura sužavanje komšiluka pretrage). Polja cveća se u procesu inicijalizacije obično definišu tako da pokrivaju veliku površinu, a zatim se postepeno smanjuju tokom procedure sužavanja. Rezultat toga je da se područje lokalne pretrage postepeno fokusira na prostor uz samo cveće najveće lokalne vrednosti. Ako za predoređen broj ciklusa pretrage nije pronađeno veće rešenje u okviru polja cveća, lokalno rešenje najveće vrednosti se smatra pronađenim, polje se napušta i novi izviđač se nasumice generiše.
 Kao i kod pčela u realnom svetu, mali broj izviđača nastavlja sa pretragom prostora rešenja, u nadi da će pronaći deo velike vrednosti (globalna pretraga). Procedura globalne pretrage reinicijalizuje poslednjih {\displaystyle ns-nb} polja cveća sa nasumice generisanim rešenjima. 
Na kraju svakog ciklusa pretrage, broj izviđača se ponovo sastoji iz {\displaystyle ns} pčela: {\displaystyle nr} izviđača proizvedenih tokom lokalne pretrage (od kojih su neki možda reinicijalizovani tokom napuštanja područja), i {\displaystyle ns-nb} izviđača generisanih tokom globalne pretrage. Ukupna veličina veštačke kolonije pčela je:
```

  

    

      

        
n

        
=

        
n

        
e

        
⋅

        
n

        
r

        
e

        
+

        
(

        
n

        
b

        
−

        
n

        
e

        
)

        
⋅

        
n

        
r

        
b

        
+

        
n

        
s

      

    

    
{\displaystyle n=ne\cdot nre+(nb-ne)\cdot nrb+ns}

  

```

(sakupljači sa elitnih polja + sakupljači sa preostalih najboljih polja + izviđači).

## Primene algoritma
Ovaj algoritam našao je mnoge primene u inžinjerstvu:
- Optimizacija klaster sistema[7][8][9]
- Manufaktura[10][11][12][13][14][15]
- Upravljanje[16][17][18][19]
- Bioinžinjering[20][21]
- Ostali problemi optimizacije[22][23][24][25]
- Više-objektivna optimizacija[26][27][28][29]

## Spoljašnje veze
- Pčelinji algoritam (sajt)
- Upotreba pčelinjeg plesa - BBC Njuz
- „Optimizacija algoritma zasnovanog na ponašanju pčela medarica pri potrazi za hranom”. Архивирано из оригинала 01. 02. 2014. г. Приступљено 07. 06. 2016.